# Riqueuria avenia
Riqueuria avenia là một loài thực vật có hoa trong họ Thiến thảo. Loài này được Ruiz & Pav. miêu tả khoa học đầu tiên năm 1798.